# Hans Georg von Mackensen

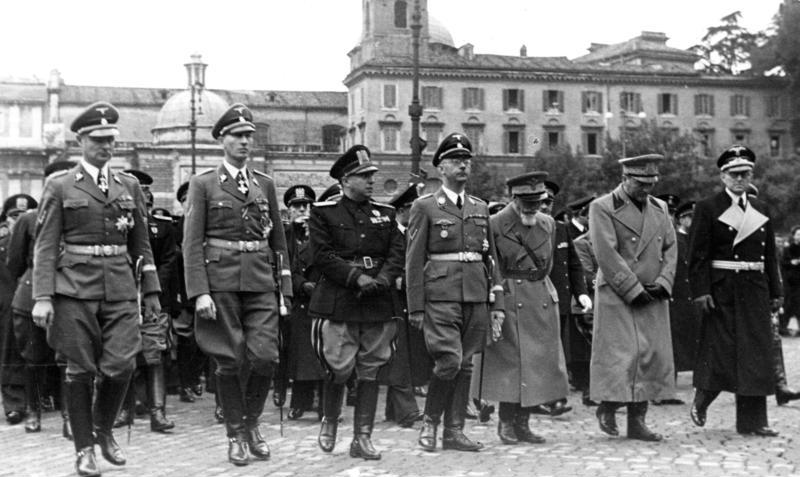
Hans Georg von Mackensen (längst till höger) i Rom 1940. Övriga är från vänster Karl Wolff, Reinhard Heydrich, Adelchi Serena, Heinrich Himmler, Emilio De Bono och Rodolfo Graziani.

Hans Georg von Mackensen, född 26 januari 1883 i Berlin, död 28 september 1947 i Konstanz, var en tysk diplomat, statssekreterare och SS-officer. Han var son till generalfältmarskalk August von Mackensen och gift med Winifred von Neurath, dotter till Konstantin von Neurath. Hans Georg von Mackensen var 1938–1943 Tysklands ambassadör i Rom.